# Episodi di Amici per la pelle (terza stagione)
La terza stagione della serie televisiva Amici per la pelle è stata trasmessa in anteprima in Germania dalla ZDF tra il 28 settembre 1994 e il 29 dicembre 1994.
| nº | Titolo originale    | Titolo italiano | Prima TV Germania | Prima TV Italia |
| -- | ------------------- | --------------- | ----------------- | --------------- |
| 1  | Herzschuss (Teil 1) |                 | 28 settembre 1994 |                 |
| 2  | Herzschuss (Teil 2) |                 | 28 settembre 1994 |                 |
| 3  | Scherenschnitte     |                 | 29 settembre 1994 |                 |
| 4  | Sommerloch          |                 | 6 ottobre 1994    |                 |
| 5  | Sorgenkinder        |                 | 13 ottobre 1994   |                 |
| 6  | Abschiedsschmerzen  |                 | 27 ottobre 1994   |                 |
| 7  | Liebestöter         |                 | 3 novembre 1994   |                 |
| 8  | Rollentausch        |                 | 10 novembre 1994  |                 |
| 9  | Irrenhaus           |                 | 17 novembre 1994  |                 |
| 10 | Traumurlaub         |                 | 24 novembre 1994  |                 |
| 11 | Schlussverkauf      |                 | 1º dicembre 1994  |                 |
| 12 | Rauschgoldengel     |                 | 8 dicembre 1994   |                 |
| 13 | Liebesbriefe        |                 | 15 dicembre 1994  |                 |
| 14 | Torschlusspanik     |                 | 22 dicembre 1994  |                 |
| 15 | Rennfieber          |                 | 29 dicembre 1994  |                 |